# Salix pseudomyrsinites
Salix pseudomyrsinites — вид квіткових рослин із родини вербових (Salicaceae).

## Морфологічна характеристика
Це рослина 1–7 метрів заввишки. Гілки сіро-коричневі, червоно-коричневі чи жовто-коричневі, сизі чи дуже блискучі (злегка чи дуже блискучі), ворсинчасті чи голі; гілочки сіро-бурі, червоно-бурі, жовто-коричневі чи жовто-зелені (не чи слабо сизі), волосисті, щільно ворсинчасті абочи запушені. Листки на ніжках 2.5–8 мм; найбільша листкова пластина від вузько до широко-еліптичної, від довгастої до зворотно-ланцетної чи зворотно-яйцеподібної форми, 32–109 × 10–47 мм; краї плоскі, цілісні, городчасті чи зубчасті; верхівка гостра, опукла чи загострена; абаксіальна (низ) поверхня не сіра, гола чи волосиста, волоски (білі, іноді також залозисті); адаксіальна поверхня злегка блискуча, гола, волосиста, запушена, шовковиста чи бархатиста, середня жилка залишається волосистою чи коротко-волосистою (волоски іноді також залозисті, прямі та колінчаті); молода пластинка іноді червонувата або жовтувато-зелена, абаксіально гола, чи середня жилка рідко запушена, чи густо ворсинчаста чи коротко-шовковиста, волоски білі, іноді також залозисті. Сережки квітнуть коли з’являється листя: тичинкові 16.5–35.5 × 7–15 мм, маточкові 10.5–68 × 5–20 мм. Коробочка 4.4–6.4 мм. 2n = 76. Цвітіння: початок травня — початок липня.

## Середовище проживання
США (Аляска) і Канада (Юкон, Саскачеван, Онтаріо, Нунавут, Північно-Західні території, Манітоба, Британська Колумбія, Альберта). Населяє береги озер і струмків, березові зарості, болота, мергелеві болота, рідше лісові болотисті місцевості; 40–1000 метрів.